# أمالي أوغستا من بافاريا
أمالي أوغستا من بافاريا (بالألمانية: Amalie Auguste von Bayern )‏ (و. 1801 – 1877 م) هي ملكة حاكمة ألمانية، ولدت في ميونخ، توفيت في درسدن، عن عمر يناهز 76 عاماً.